# Radnabenlenkung

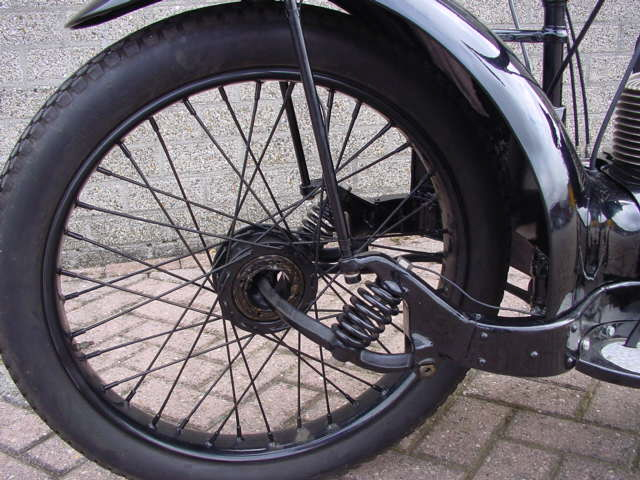
Radnabenlenkung der Ner-a-Car

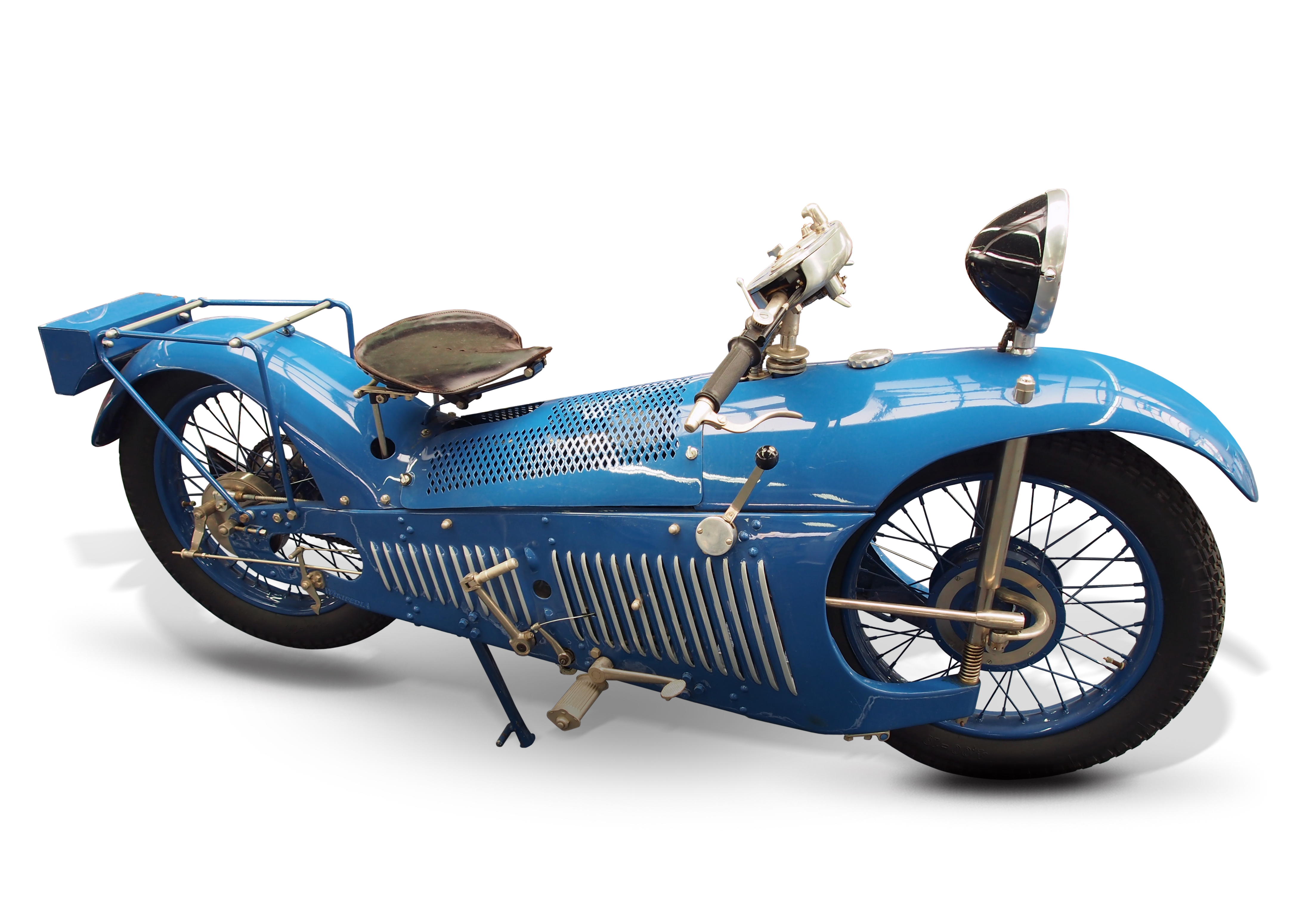
Eine Majestic 350cc, A350, Bj. 1929. Gut zu erkennen: die Technik der Radnabenlenkung

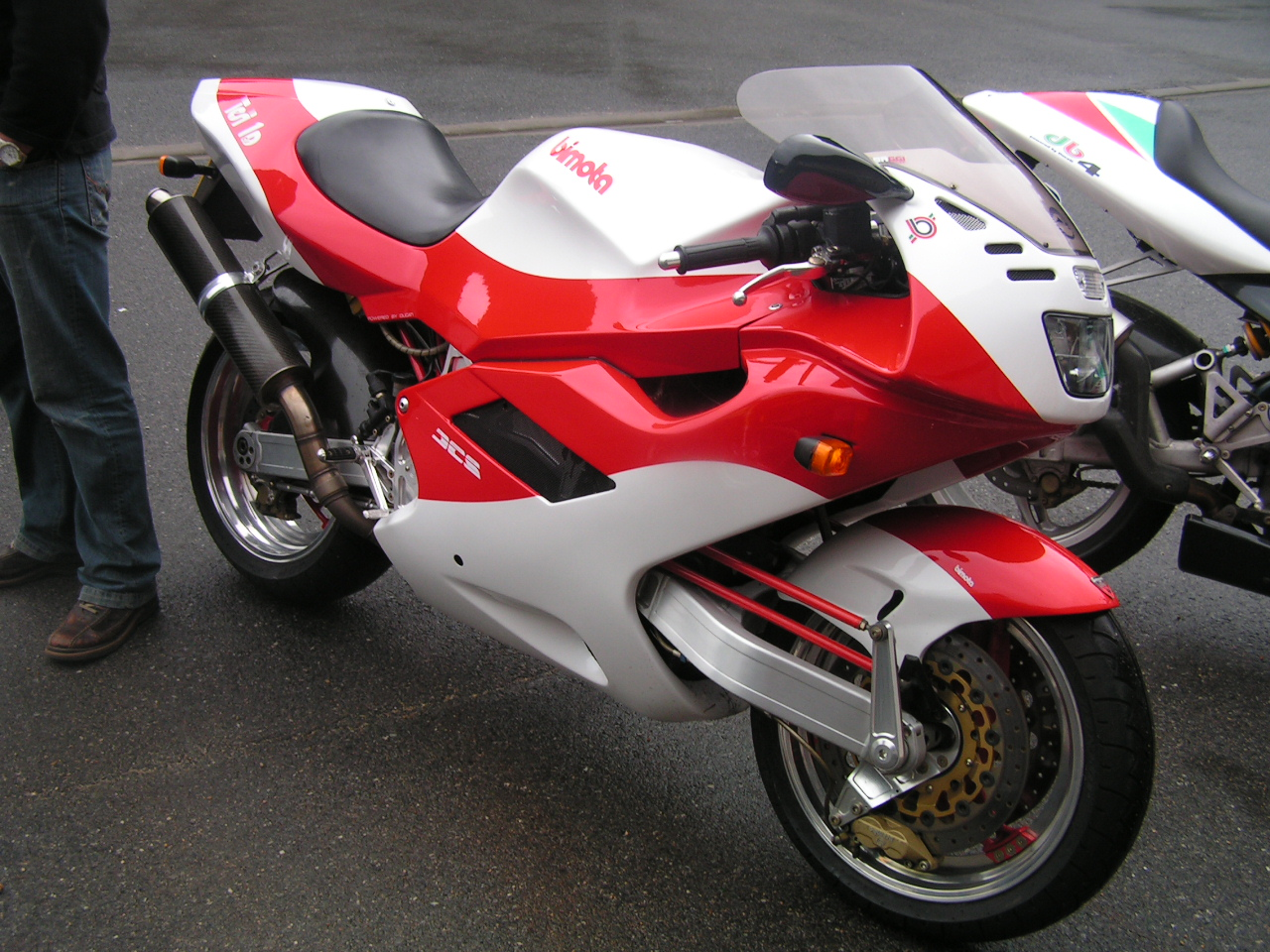
Radnabenlenkung der Bimota Tesi 1D

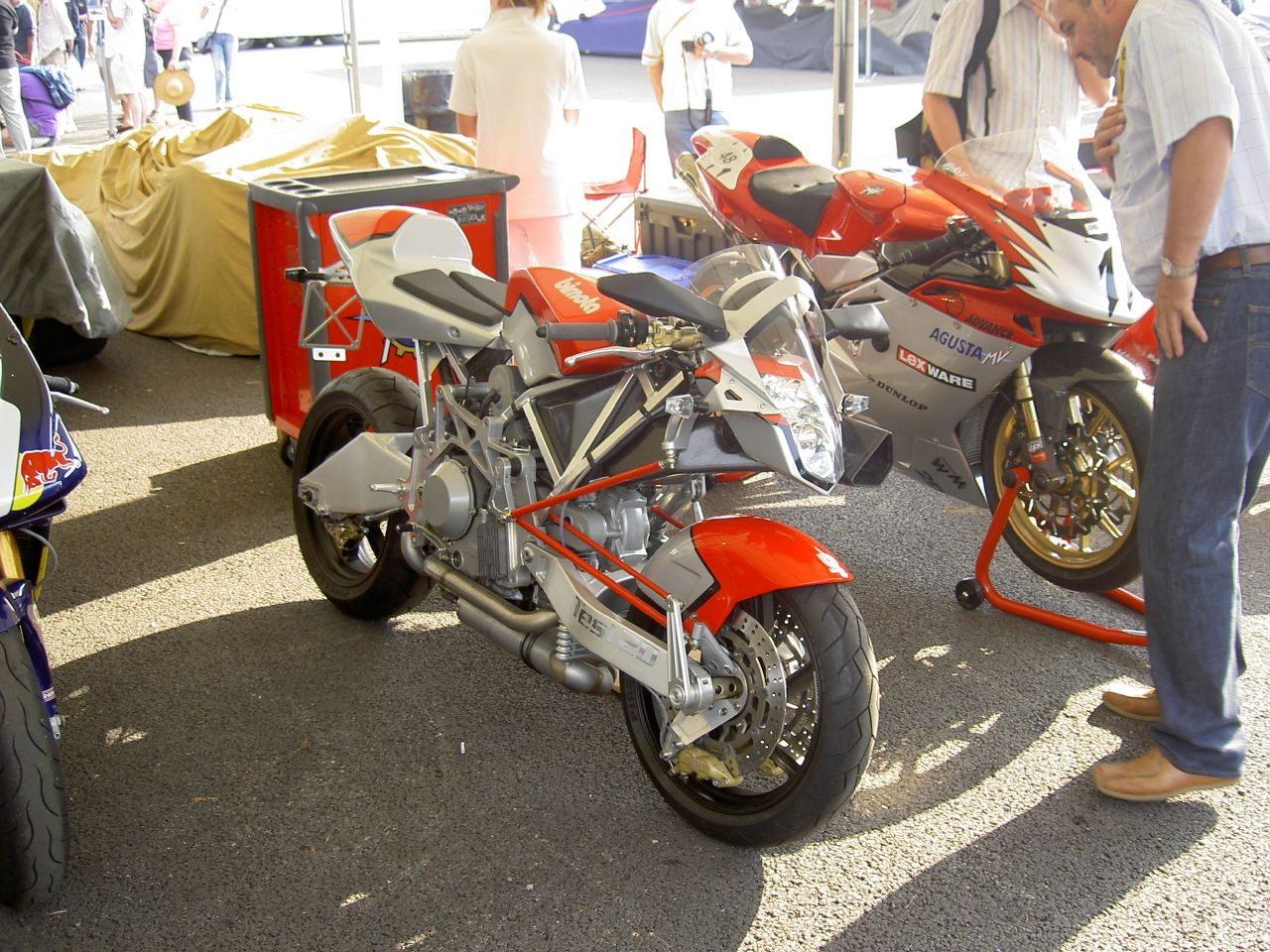
Radnabenlenkung der Bimota Tesi 2D

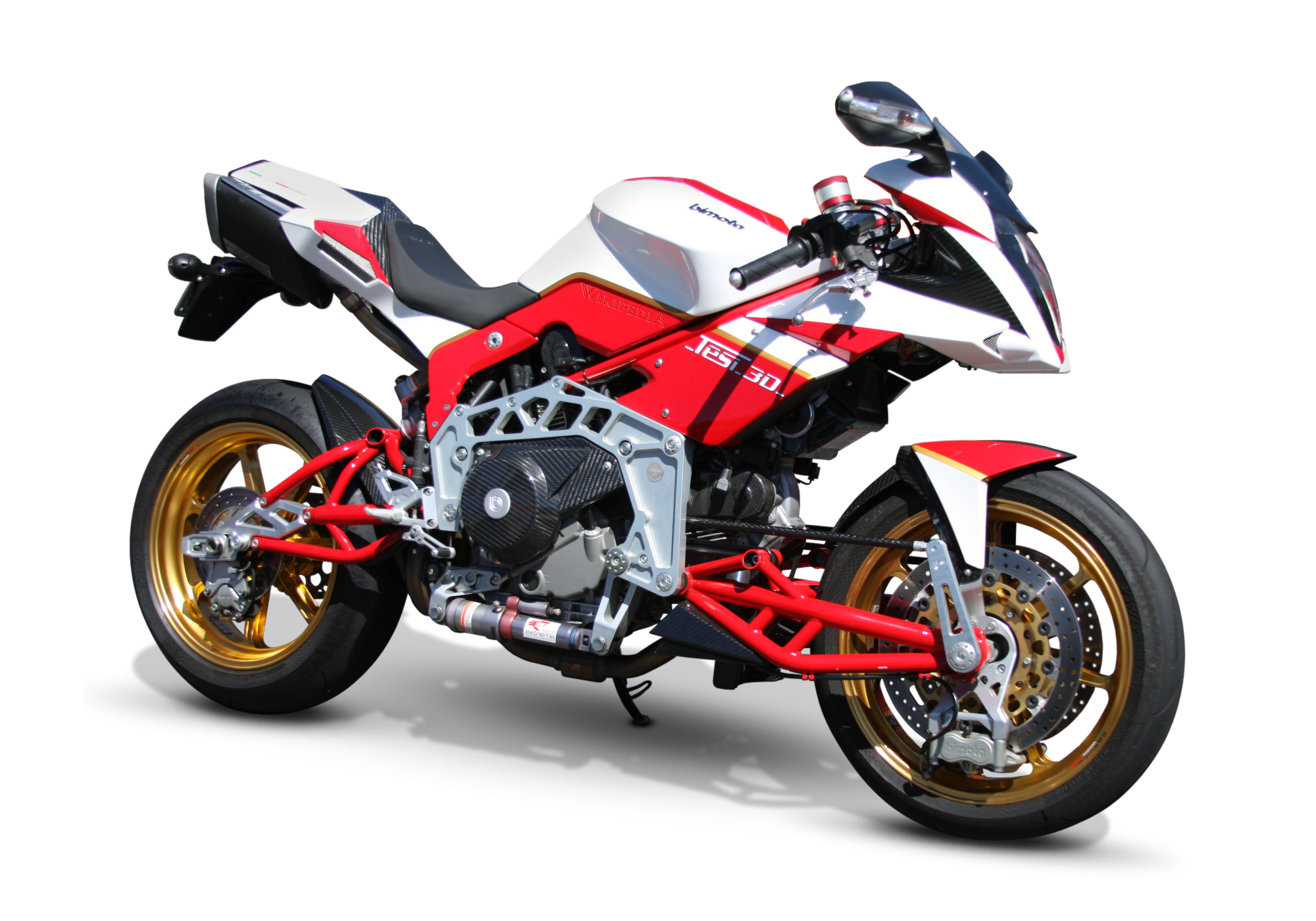
Radnabenlenkung der Bimota Tesi 3D

Die Radnabenlenkung ist eine seltene und ungewöhnliche Bauart der Vorderradführung bei Motorrädern, bei der sich die Lenk- oder Drehachse in der Radmitte befindet. Die Radnabenlenkung kann im weitesten Sinne zur Gruppe der Achsschenkellenkung gerechnet werden.

## Geschichte
Die erste Radnabenlenkung stammt vom US-amerikanischen Konstrukteur Carl A. Neracher, der diese in seinem Motorradmodell Ner-a-Car von 1921 bis 1926 in größeren Stückzahlen einbaute. Danach folgte der französische Hersteller Majestic (1928–1934). Ab 1968 bot der britische Konstrukteur Jack Difazio (* 1915; † 2012) eine Radnabenlenkung für Straßenmotorräder und Rennmotorräder an, die auch als Umbausatz erhältlich war; bekannt wurde die „Nessie“. Insgesamt sollen von 1968 bis 1983 etwa 50 Motorräder mit Radnabenlenkung gebaut worden sein. 1986 entwickelte der italienische Hersteller Bimota eine Radnabenlenkung an der Langstreckenrennmaschine Bimota Tesi; die Lenkübertragung erfolgte hydraulisch.
1990 stellte Bimota mit dem Serienmodell Bimota Tesi 1D eine Radnabenlenkung vor, auf dessen Lenksystem Giuseppe Morri, Mitgründer von Bimota, ein Patent hielt. Mit den Nachfolgemodellen Bimota Tesi 2D (2005–2006) und Bimota Tesi 3D (ab 2007)  produziert Bimota die Radnabenlenkung für interessierte Kunden bis heute (Stand Februar 2016). Ebenfalls in Kleinserie bietet der italienische Hersteller Vyrus, nach zwischenzeitlicher Produktionseinstellung und Übernahme von Bimota, Motorräder mit einer Radnabenlenkung an.
Seit 2009 bietet der schwedische Hersteller ISR auch eine Radnabenlenkung u. a. für das Modell BMW R 1200 S an.
Bei den Motorradgespannen wurde 1988 bei Krauser-Domani und 1994 bei GG Duetto eine Radnabenlenkung eingeführt.

## Technik
Bei der Radnabenlenkung dreht sich das Rad um einen Lenklagerzapfen in der Radachsenmitte. Beim Lenkvorgang wird das Rad über einen Hebel, der am Radträger wirkt, um die Lenkachse gedreht. Bereits bei der Ner-a-Car wurde der geringe Lenkeinschlag bemängelt. Bei der Radnabenlenkung (System Morri) wird über ein extrem aufwändiges Hebelsystem mit zwei Schubstangen (System 1D) – eine Schubstange (System 3D) – und Umlenkhebeln die Lenkbewegung vorgenommen. Der maximale Lenkeinschlag der Difazio-Radnabenlenkung (19 Grad) ist gegenüber herkömmlichen Teleskopgabeln (über 30 Grad) deutlich geringer; der Bremsnickausgleich ist jedoch wesentlich größer als bei der Teleskopgabel. Durch das komplizierte und auch wartungsaufwändige Hebelsystem ergeben sich erhebliche Nachteile hinsichtlich der Fahrstabilität, insbesondere bei hohen Geschwindigkeiten.